# Trondheimsfjorden
Trondheimsfjorden er med sine 130 km Norges tredjelængste fjord. Den ligger i Midt-Norge og strækker sig fra Ørland sydøstover mod Trondheim og derfra mod nordøst til Steinkjer. Det dybeste sted er 617 meter ved Agdenes.
Fjorden var længe den vigtigste færdselsåre i regionen, hvilket genspejlede sig i den tidligere kommuneinddeling. Dele af den nuværende Agdenes kommune var længe knyttet til hver sin af i alt tre kommuner på nordsiden af fjorden: Den oprindelige Agdenes med Ørland; Lensvik med Rissa; og Ingdalen med Stadsbygd.
Man kan krydse fjorden: 
- Med færge Brekstad-Valset (rigsvej 710) yderst i fjorden.
- Med færge Flakk-Rørvik (rigsvej 715) ved Trondheim.
- Over Skarnsundbroen mellem Inderøy og Mosvik (rigsvej 755).

Det går også færge fra Levanger til Ytterøy i samme kommune.
Hurtigbådsforbindelser i fjorden: 
- Trondheim-Vanvikan.
- Kystekspressen Trondheim-Brekstad med stop på Kvithyll i Rissa, Lensvik i Agdenes og videre til Hitra og Kristiansund.

## Side- og delfjorde
Fra kysten og indad
- Indløb
  - Trondheimsleia
  - Kråkvågfjorden
- Ytre Trondheimsfjord
  - Stjørnfjorden
    - Nordfjorden
    - Sørfjorden

  - Hasselvika
  - Sundsbukta
    - Botn

  - Korsfjorden
    - Orkdalsfjorden
    - Gaulosen
- Flakkfjorden
- Strindfjorden
  - Stjørdalsfjorden
  - Åsenfjorden
    - Fættenfjorden
    - Lofjorden
- Nordviksundet
- Levangerbukta
  - Eidsbotn
- Hyllbukta
- Børgin (Borgenfjorden)
- Skarnsundet
- Beitstadfjorden
  - Verrasundet
    - Verrabotn

  - Steinkjerfjorden
  - Beitstadsundet
    - Hjellbotn

63°33′N 10°28′Ø / 63.550°N 10.467°Ø